# マリーズ・バスティエ

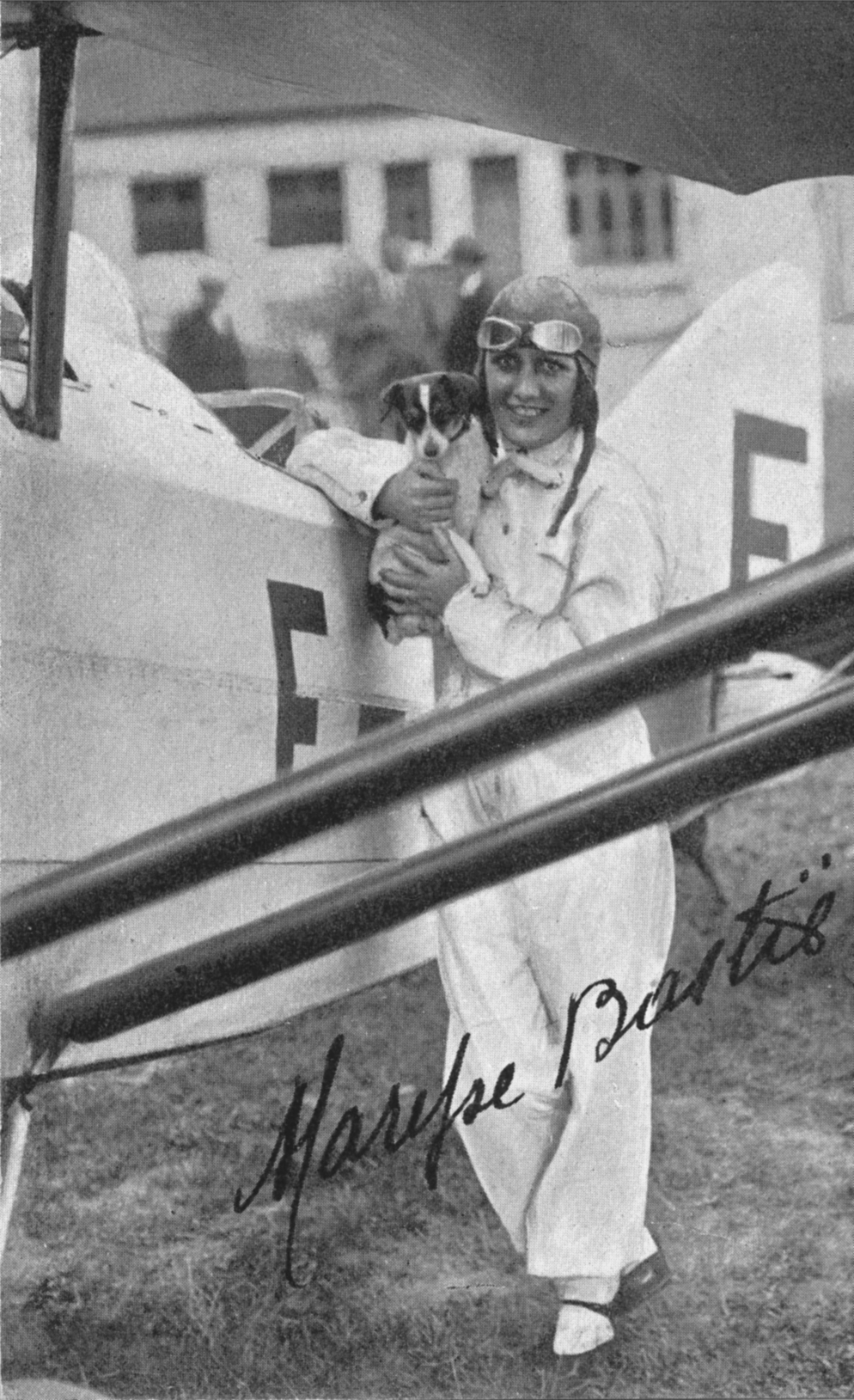
Maryse Bastié （1920年）

マリーズ・バスティエ（フランス語: Maryse Bastié、結婚前の名はマリー＝ルイーズ・ボンベック フランス語: Marie-Louise Bombec, 1898年2月27日 – 1952年7月6日）はフランスの女性パイロットである。1930年代に多くの飛行記録を樹立した。

## 生涯・業績
オート＝ヴィエンヌ県に生まれた。11歳で父親を亡くし、貧しい暮らしの中で育った。靴工場で働き、最初の結婚に失敗し子供をかかえた。第一次世界大戦のパイロットと結婚することにより飛行に憧れ、パイロットになって自らの飛行機を持とうと決意した。航空ライセンスを得た後、1926年に夫を航空事故で失うが、曲技飛行で自らの飛行のための資金を稼ぎ、1927年に自分の航空機、コードロン C.109を購入した。
1930年に、37時間55分の女性の滞空時間の記録を樹立し、1931年に2,976キロの距離記録を樹立した。1936年には12時間5分かけて、南大西洋の横断飛行に成功した。これらの飛行によって1931年に特筆すべきパイロットに贈られる、ハーモン・トロフィーを受賞した。1935年にオルリー空港に自らの飛行学校を設立した。
フランス空軍で働き、3,000時間の飛行時間を記録して大尉まで昇格した。レジオンドヌール勲章を受勲した。1937年に自伝、"Ailes ouvertes : carnet d'une aviatrice"を出版した。1952年7月6日、リヨンでの大会で離陸中に墜落して死亡した。パリのモンパルナスに葬られた。
いくつかの学校にバスティエを記念した名前がつけられ、バスティエの肖像が用いられた航空郵便の切手がフランスで発行された。